# Parc national de Krka
Pour les articles homonymes, voir Krka.
Le parc national de la Krka, s'étend à quelques kilomètres de Šibenik, en Croatie sur près de 109 km2.
Les chutes de la rivière Krka constituent sa principale attraction. Cette rivière, longue de 72 km, est le plus étonnant des cours d'eau du karst croate. Sur les deux tiers de sa longueur elle coule dans de profonds canyons en se frayant sa voie vers la mer Adriatique.

## Géomorphologie

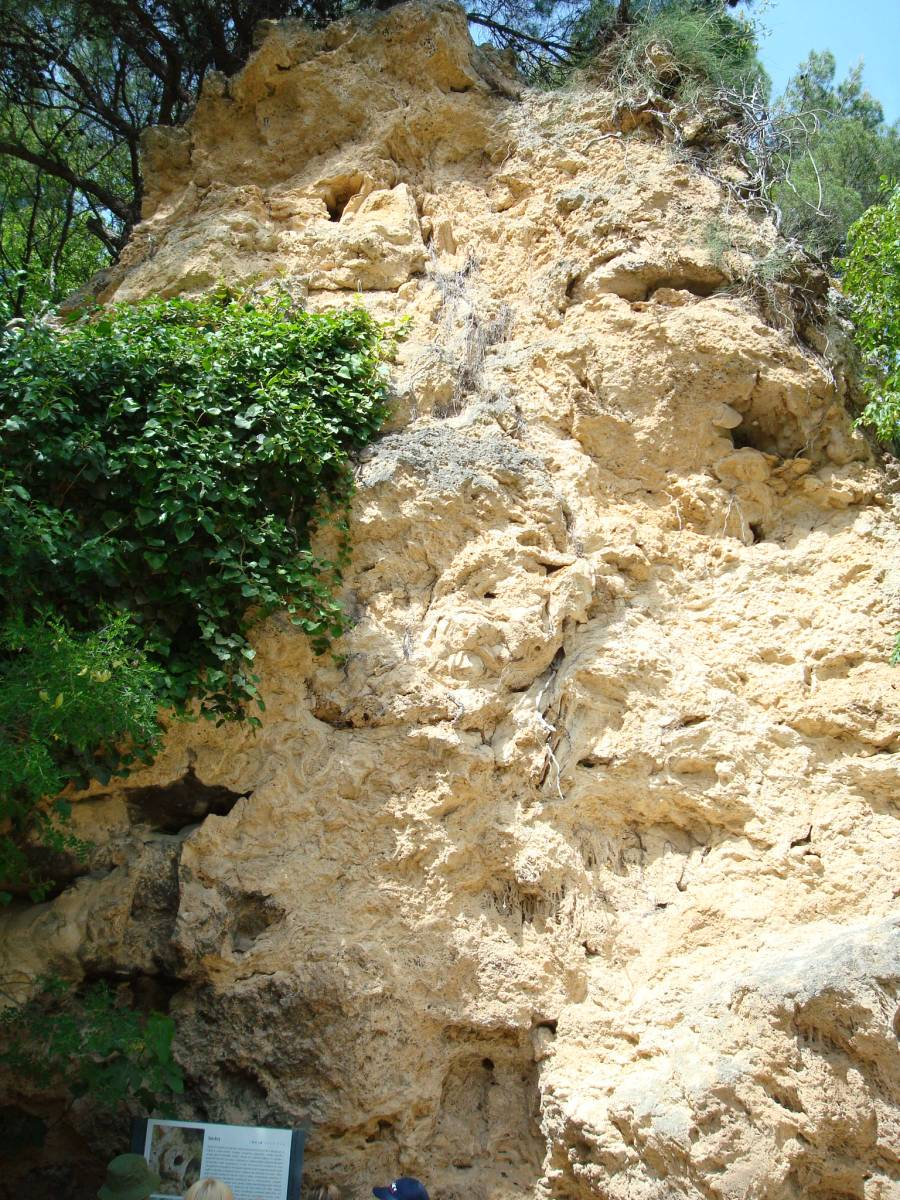
Rocher de travertin dans l’ancien lit de la Krka.

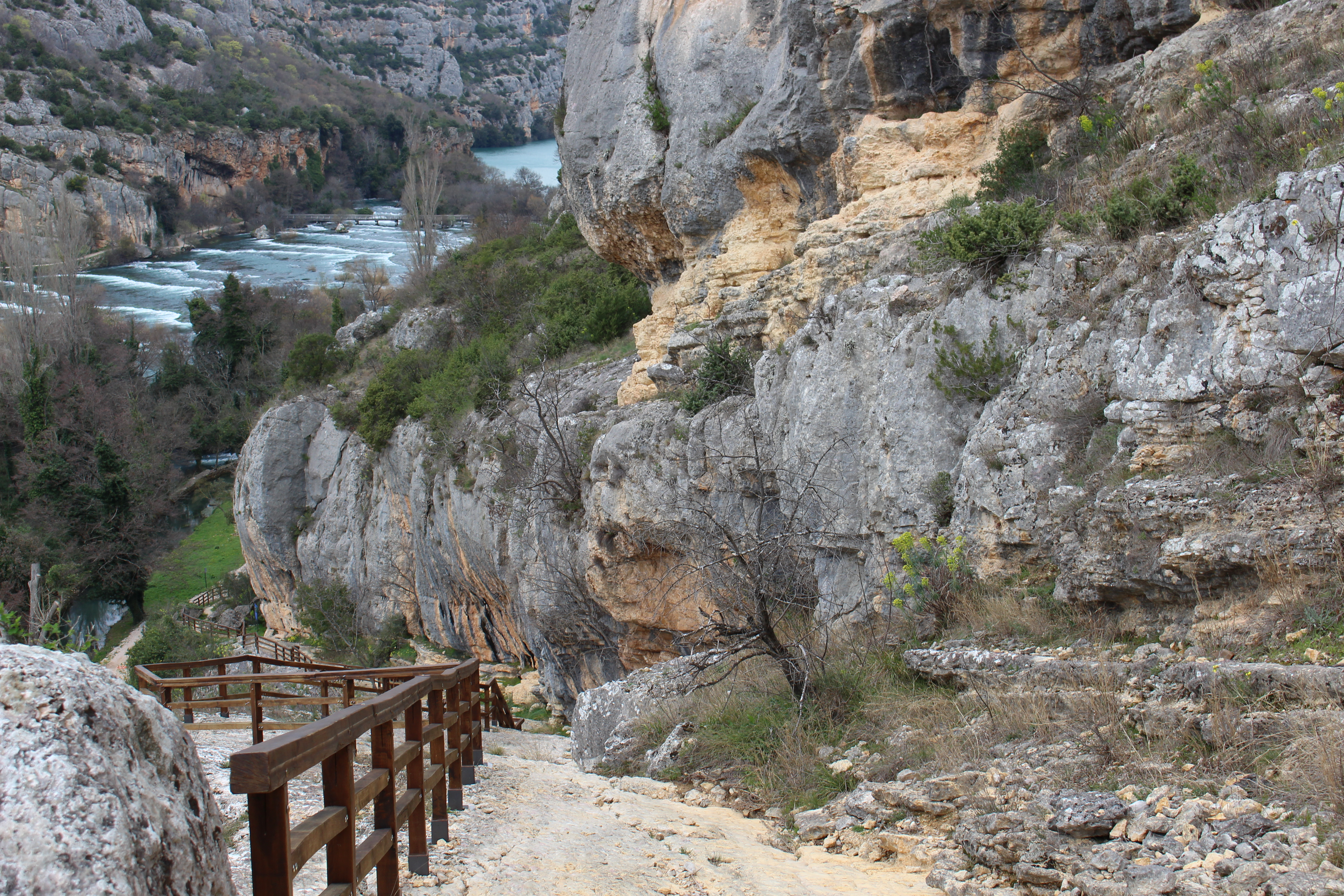
Sentier aménagé dans le parc. Mars 2016.

La Krka est un phénomène naturel et karstique. Le travertin, c’est-à-dire le calcaire de l’eau, est un dépôt de carbonate de calcium qui précipité hors de l'eau courante, créait des obstacles, des seuils, des barrages, des formes appelées « barbes », des « draperies » de travertin et autres formes géomorphologiques.
Ces roches sont formées par un processus bio-dynamique de l'ensemble des facteurs physiques, chimiques et les organismes vivants dans l'eau. Sur un barrage ou obstacles, par suite des turbulences et des éclaboussures, l'eau riche en bicarbonate de calcium dissous, perd du dioxyde de carbone et les molécules bicarbonatées dans l'eau. Le carbonate de calcium, non dissous, précipité vers le bas sous forme de microcristaux (taille 10 μm). 
Les microcristaux précipités s’incrustent dans la mousse et les algues, formant ainsi de nouvelles couches de travertin.
Les travertins de Skradinski buk ont environ sept mille ans. Ils sont appelés « travertins vivants », parce que les dépôts continuent à croître avec un taux de croissance annuel d'environ 3 mm.
En dehors du cours actuel de la rivière Krka, dans le domaine de l'ancienne rivière, se trouvent des travertins pouvant aller jusqu'à 125 000 ans, qui sont appelés « travertin morts ».

## Histoire
La région de la rivière Krka est riche en traces d’anciens peuplements et des monuments historiques.
- Des découvertes d’objets préhistoriques : éclats du Paléolithique, céramiques du Néolithique, lames de silex, fragments d’urnes et d’ossements.
- L’antique aqueduc romain de la Scardona romaine (Skradin).

### Les édifices religieux

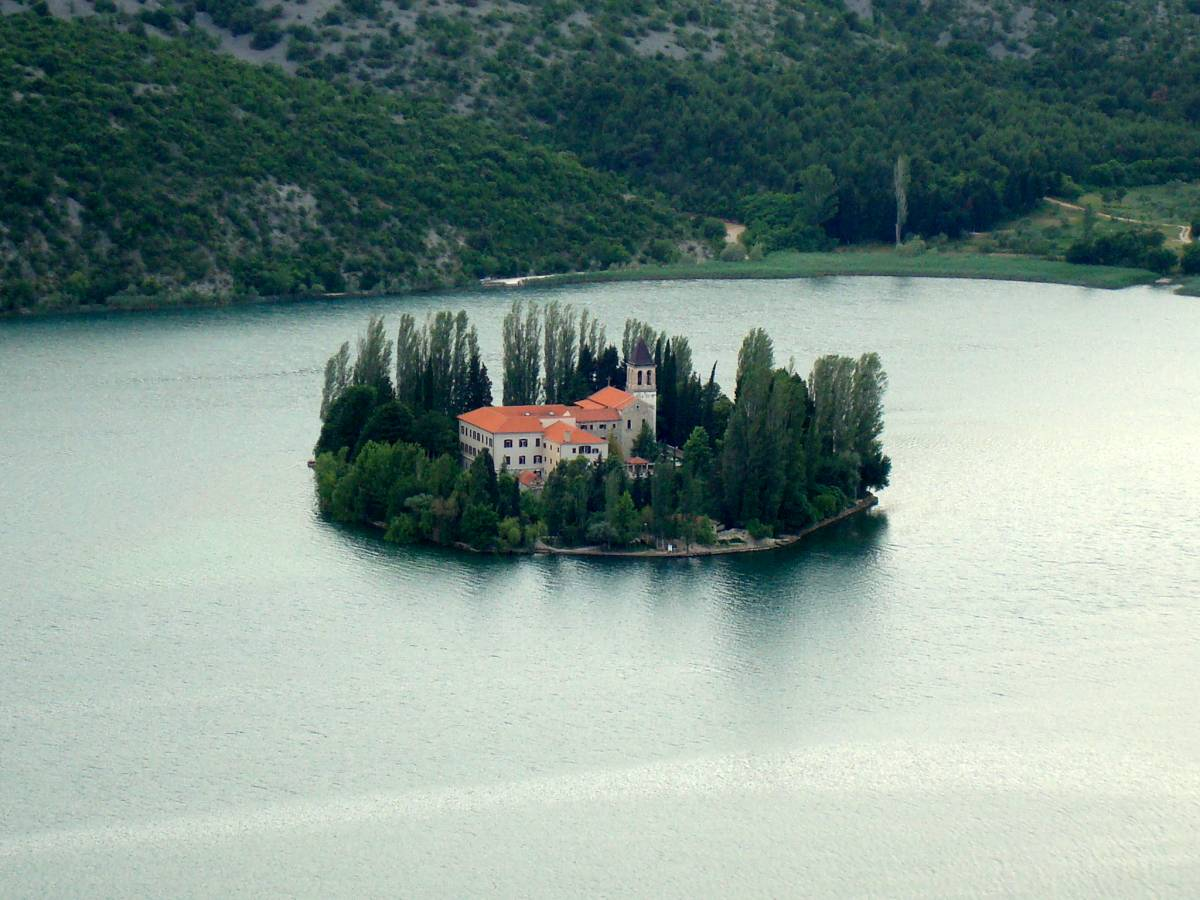
Le monastère de Visovac.

- L’église franciscaine et son monastère sur l’îlot de Visovac au milieu du fleuve (qui ressemble à un lac à cet endroit), entre les cascades Roŝki slap et Skradinski buk (ce dernier est visible et accessible depuis le belvédère qui se trouve sur la petite route de Drinovci à Siritovci).
- Le monastère de Krka est un centre spirituel du diocèse orthodoxe dalmate avec son siège à Šibenik.

Il fut cité pour la première fois dans un document écrit en 1402, son agrandissement dura jusqu’au XVIIIe siècle. L’église fut construite dans le style byzantin, alors que le campanile fut terminé en 1790 dans le style renaissance. Le monastère et l’église conservent des objets d’une valeur culturelle et historique qui vont du XIVe siècle à aujourd’hui.

### Les forteresses
Sur le territoire du parc, de nombreuses forteresses, la plupart en ruine, construites pour se défendre des Turcs. Les principales sont :
- Nečven, construite au XVe siècle et tombée aux mains des turcs en 1522. Reconquise en 1688, elle fut abandonnée un siècle plus tard ;
- Čučevo, construite au Moyen Âge, tomba aussi aux mains des Turcs, qui l’utilisèrent comme prison. Fut détruite en 1648 ;
- Bogočin, postée sur la gauche du fleuve Krka en amont de la cascade Roŝki slap, se trouve à côté d’une installation, présumée, de l'âge du fer ;
- Ključica se trouve sur le fleuve Čikola et fut construite en 1330. les Turcs occupèrent Ključ en 1546, d’où ils furent chassés en 1648. depuis là, la forteresse fut abandonnée. Par ses dimensions et son état de conservation, c’est une des fortifications les plus importantes de Croatie.
- Burnum était un camp romain, qui contrôlait le passage à travers le fleuve Krka des unités romaines. Burnum fut détruit en 639 durant les guerres avaro-slaves.

## Entrées sur le parc

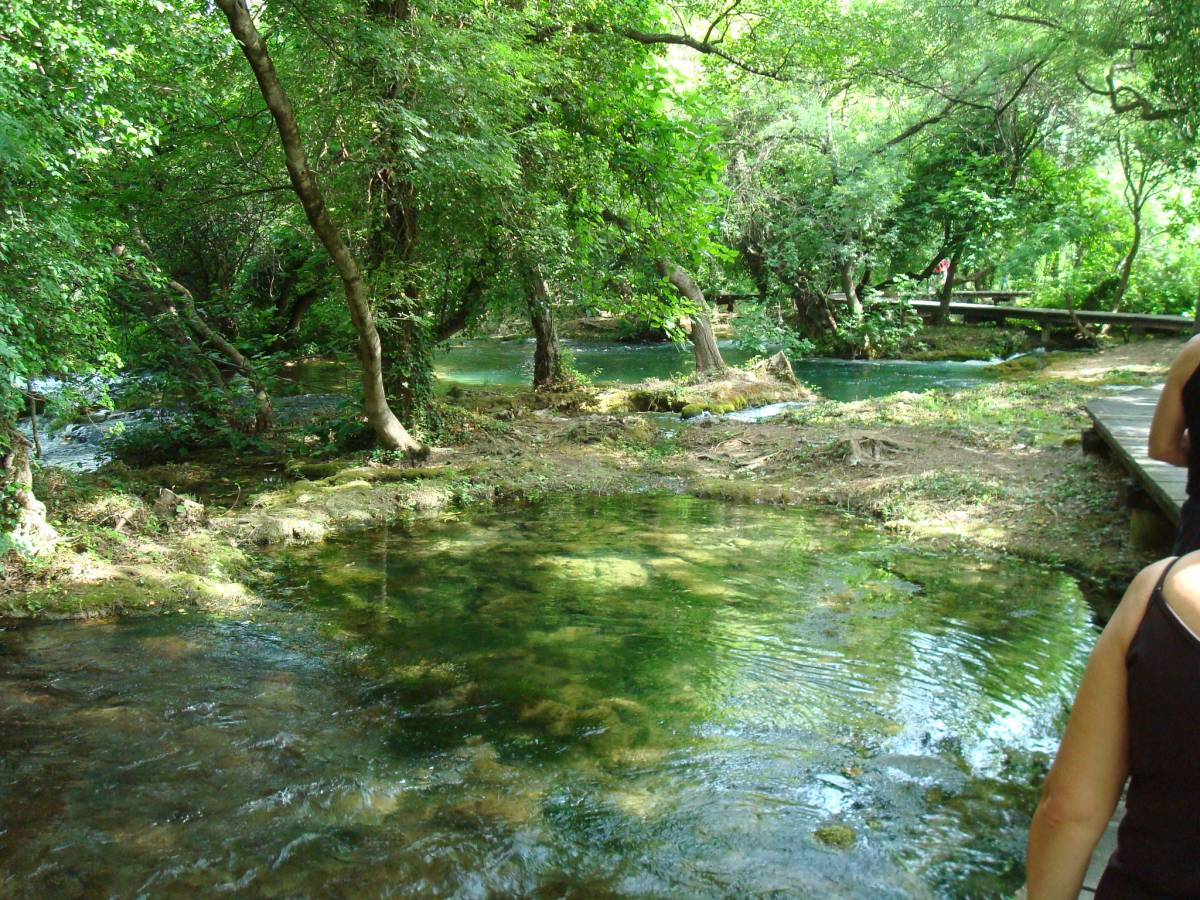
Sentier de promenade sur la Krka.

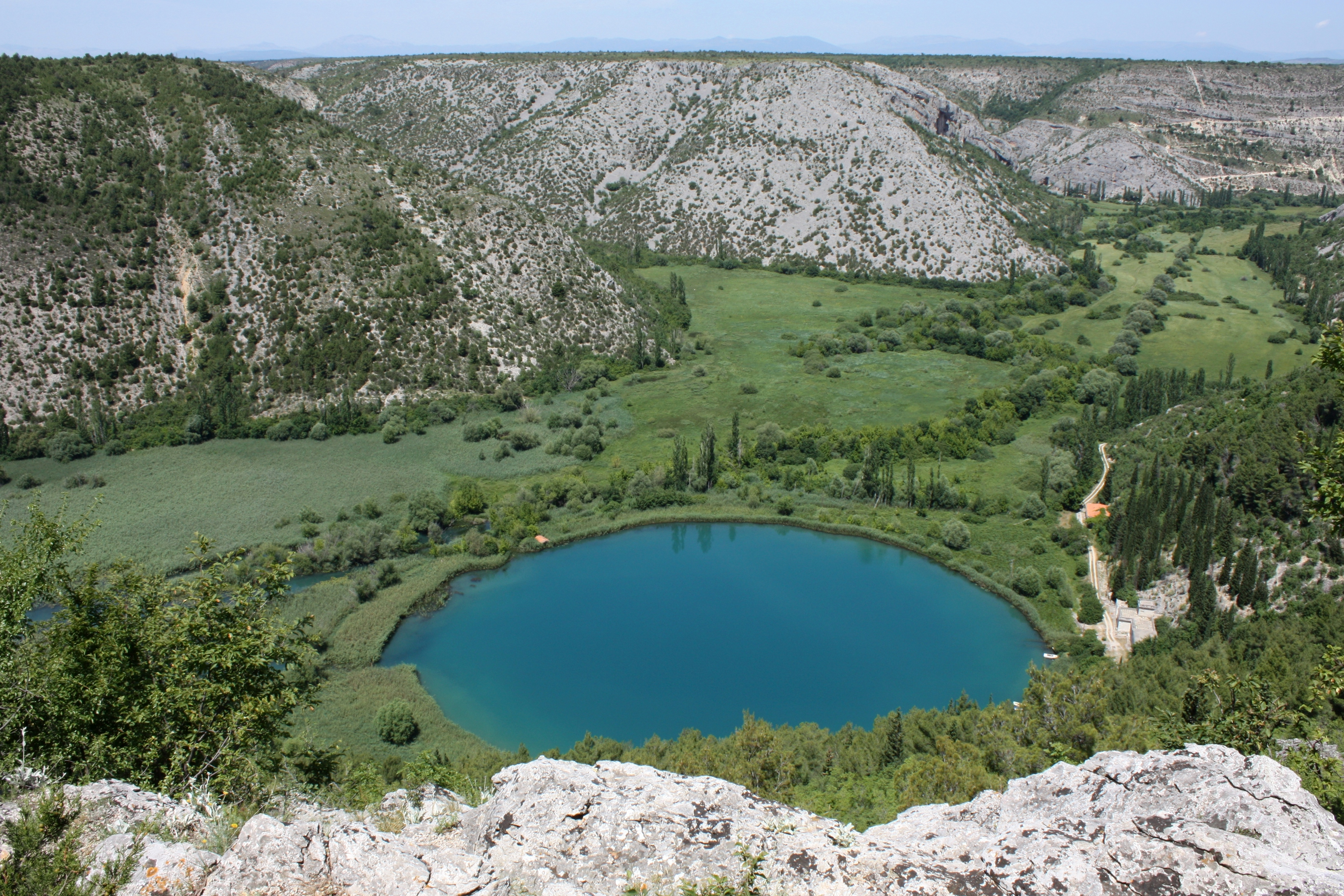
Paysage dans le parc de Krka. Juin 2009.

- Trois entrées (payantes) permettent d’accéder au parc et aux différentes chutes (parcs pour voitures et bus) : Skradin, Roski et Lozovac, la plus importante, avec un sentier pédestre circulaire autour de Skradinski buk, sur des passerelles le long des formations de cascades, au milieu de la flore et la faune.
- Visite gratuite des musées ethnographiques (en état de marche), des moulins à grain, bacs pour laver le linge ou la laine, le mortier ou foulon pour battre et dégraisser la laine après tissage, les métiers à tisser, le musée d’art populaire avec l’ancienne forge, l’habitat traditionnel avec les ustensiles d’autrefois et les magasins de souvenirs.

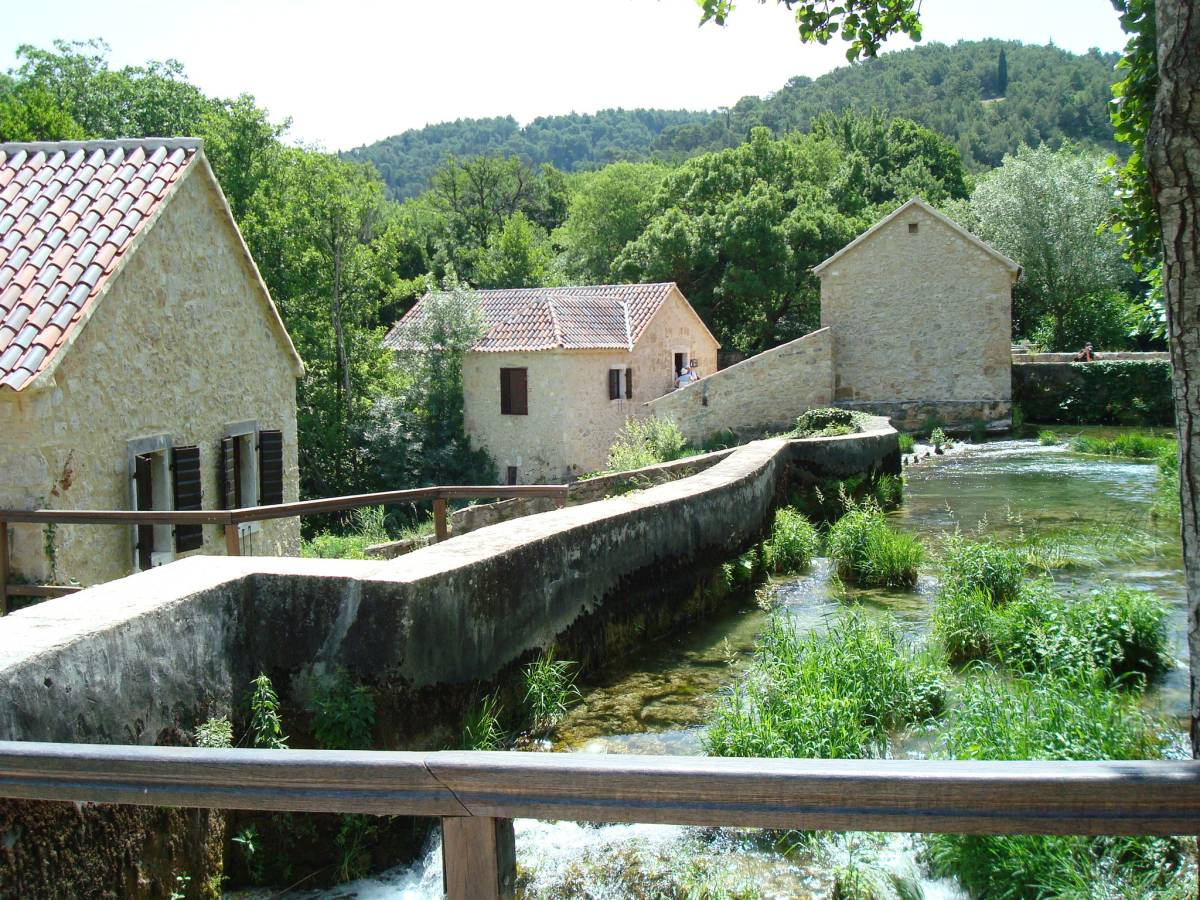
Musée et canal d’amenée d’eau aux moulins
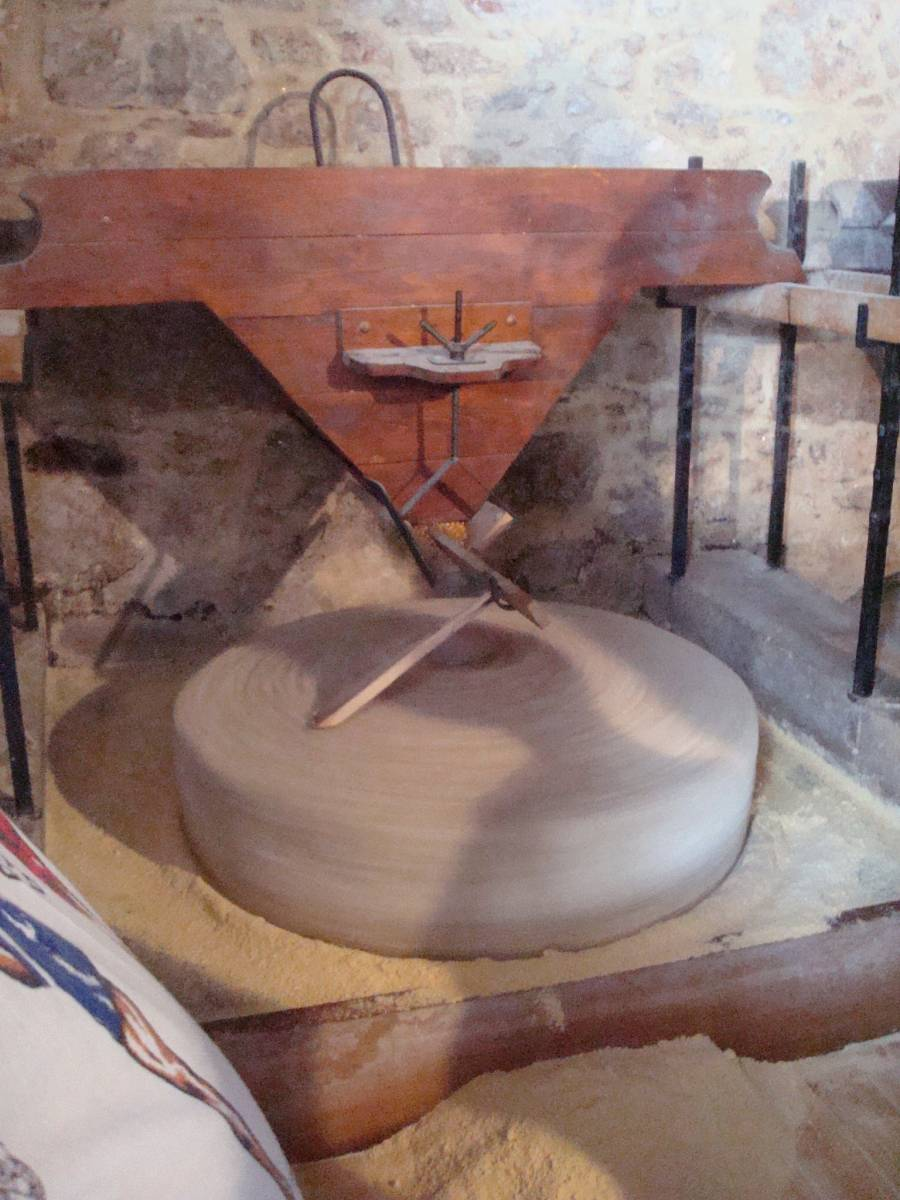
Meule à grains (maïs)
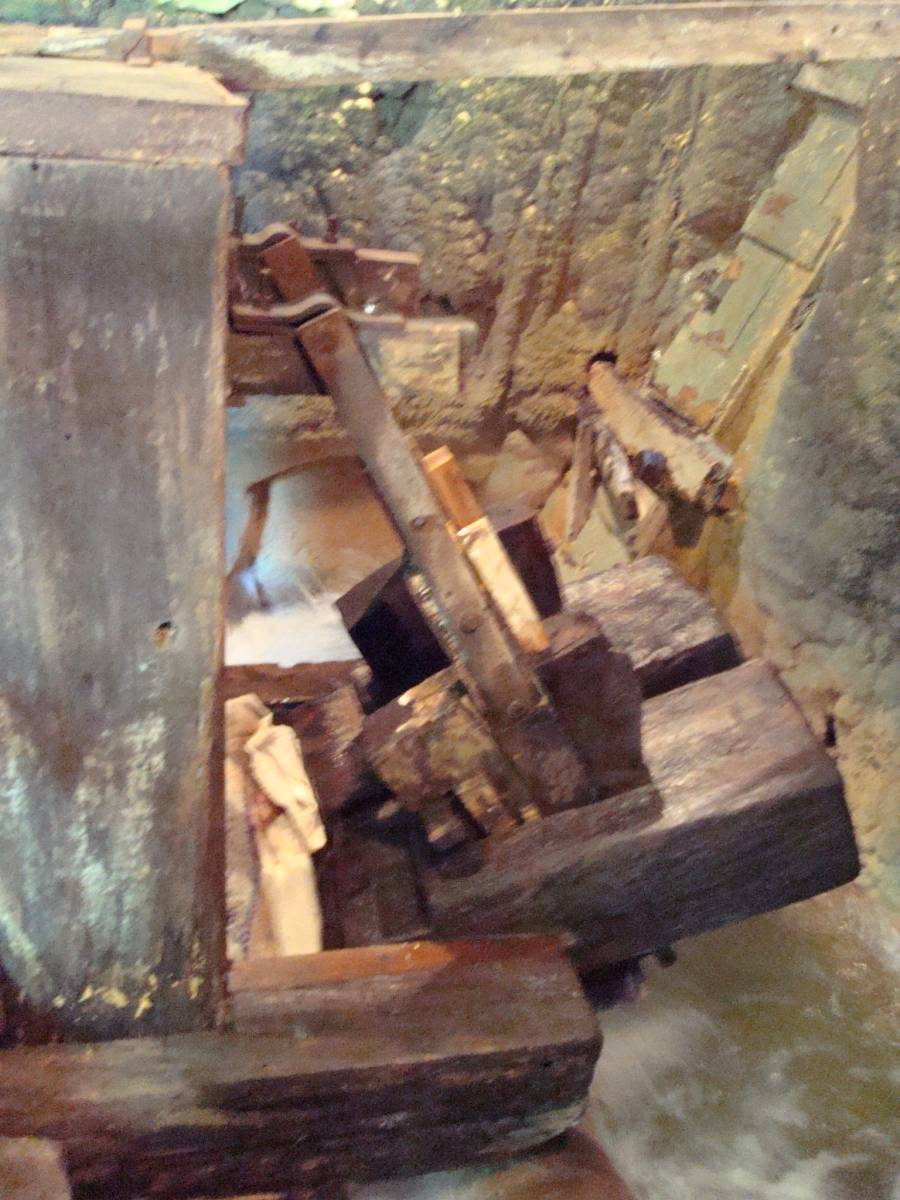
Mortier ou foulon
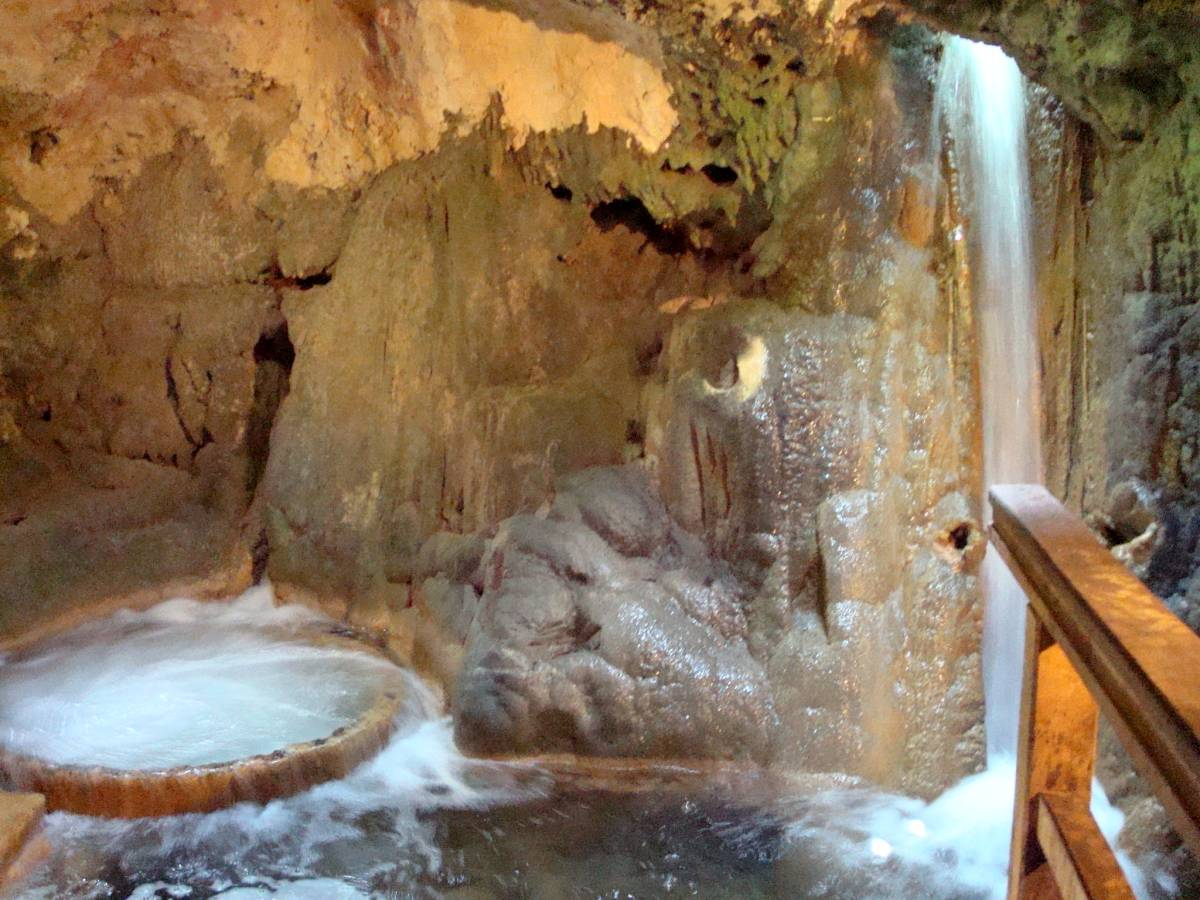
Bassin de lavage de la laine

- Départ d’excursions en bateau jusqu’aux chutes de Roski, aux monastères (tous deux visitables) : Monastir Krka et monastère de Visovac.
- Service de cars publics depuis Šibenik et interne au parc.

## Chutes et cascades
Le parc national de la Krka compte sept chutes le long de son parcours, pour une altitude maximale de 242 m.
- cascade Bilusic de 22,4 m,
- cascade Coric ou Brijan de 15,5 m,
- cascade Manojlovac, plusieurs chutes de 59,6 m de haut et gradin principal de 32 m,
- cascade Rosnjak de 8,4 m,
- cascade Milicka de 23,8 m,
- cascade Roski de 25,5 m,
- cascade de Skradin (Skradinski Buk) avec 17 gradins d’une hauteur totale de 45,7m.

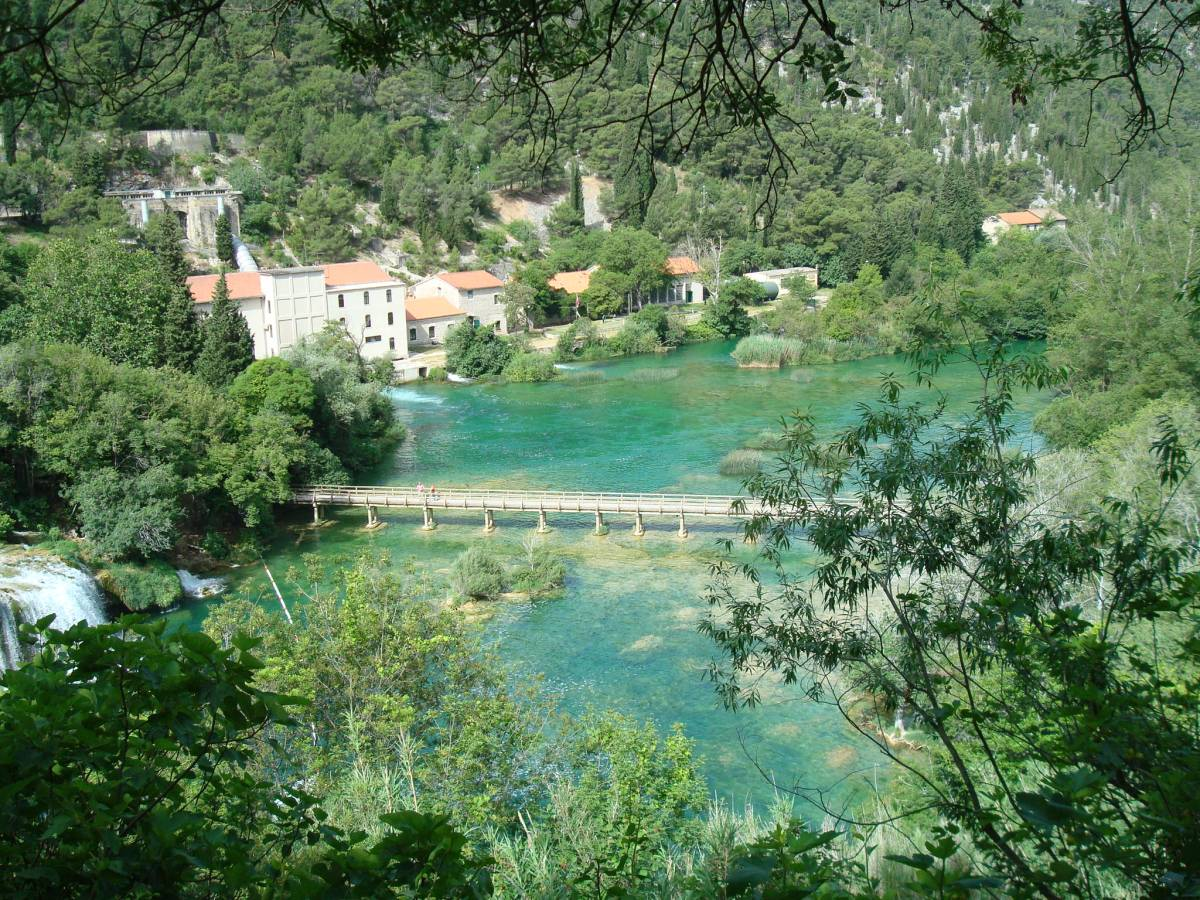
Centrale électrique actuelle et passerelle sur le bassin
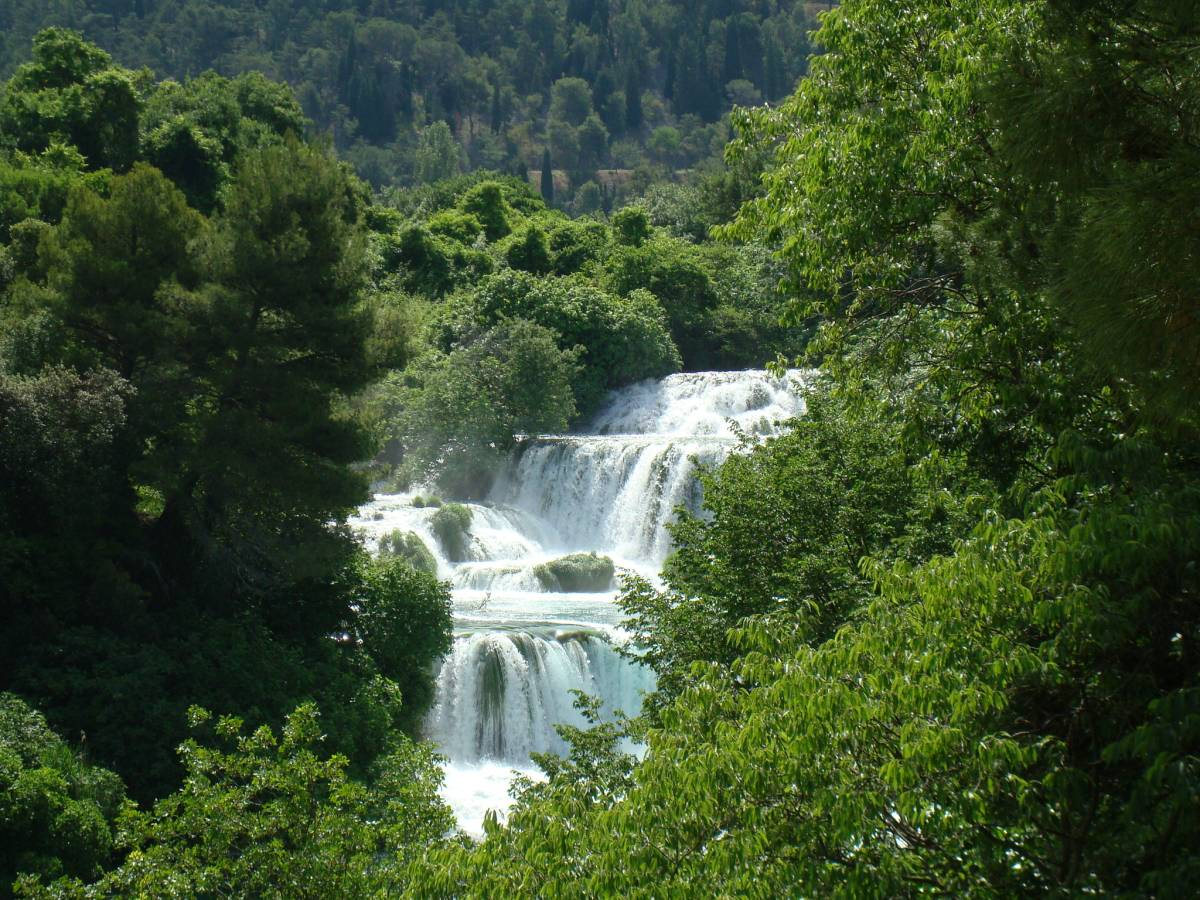
Chutes de la Krka à Skradinski Buk
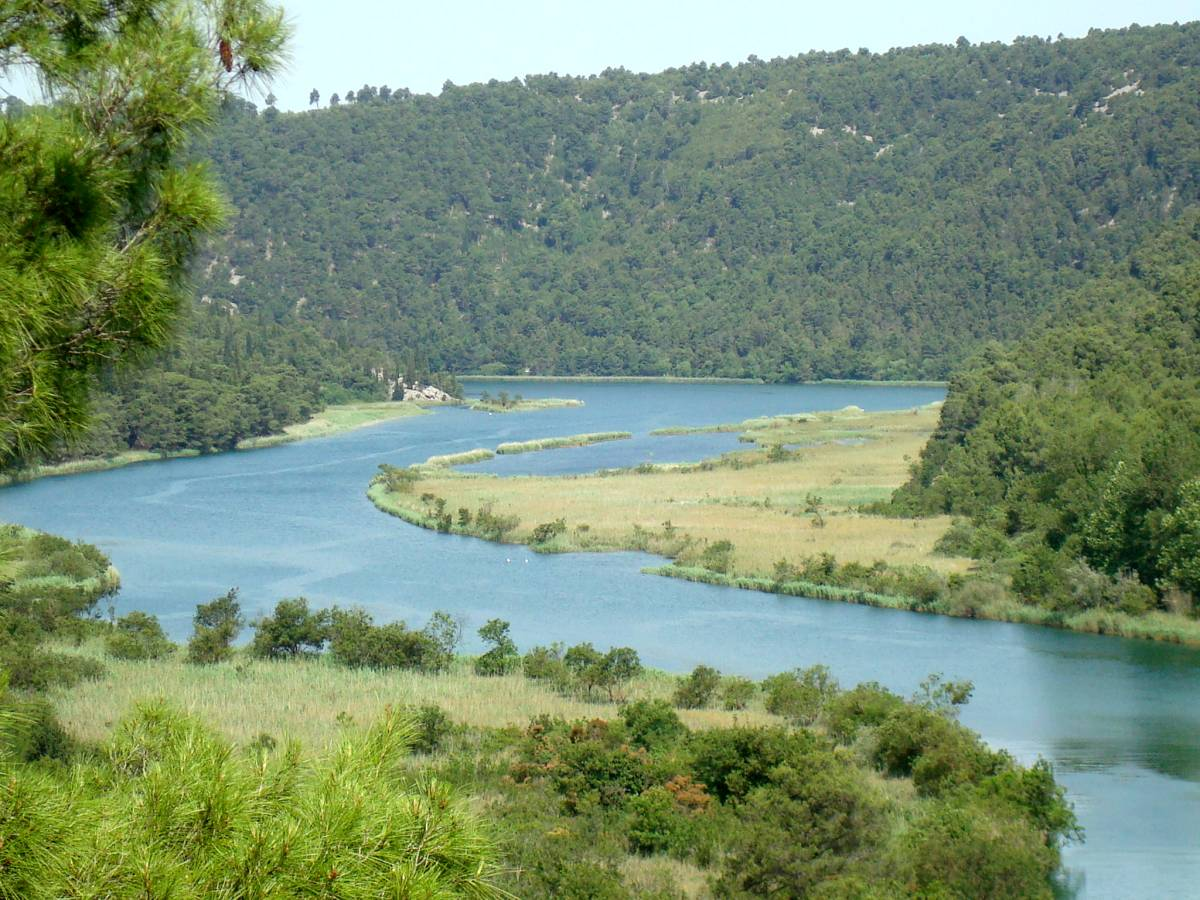
Vue de la rivière Krka
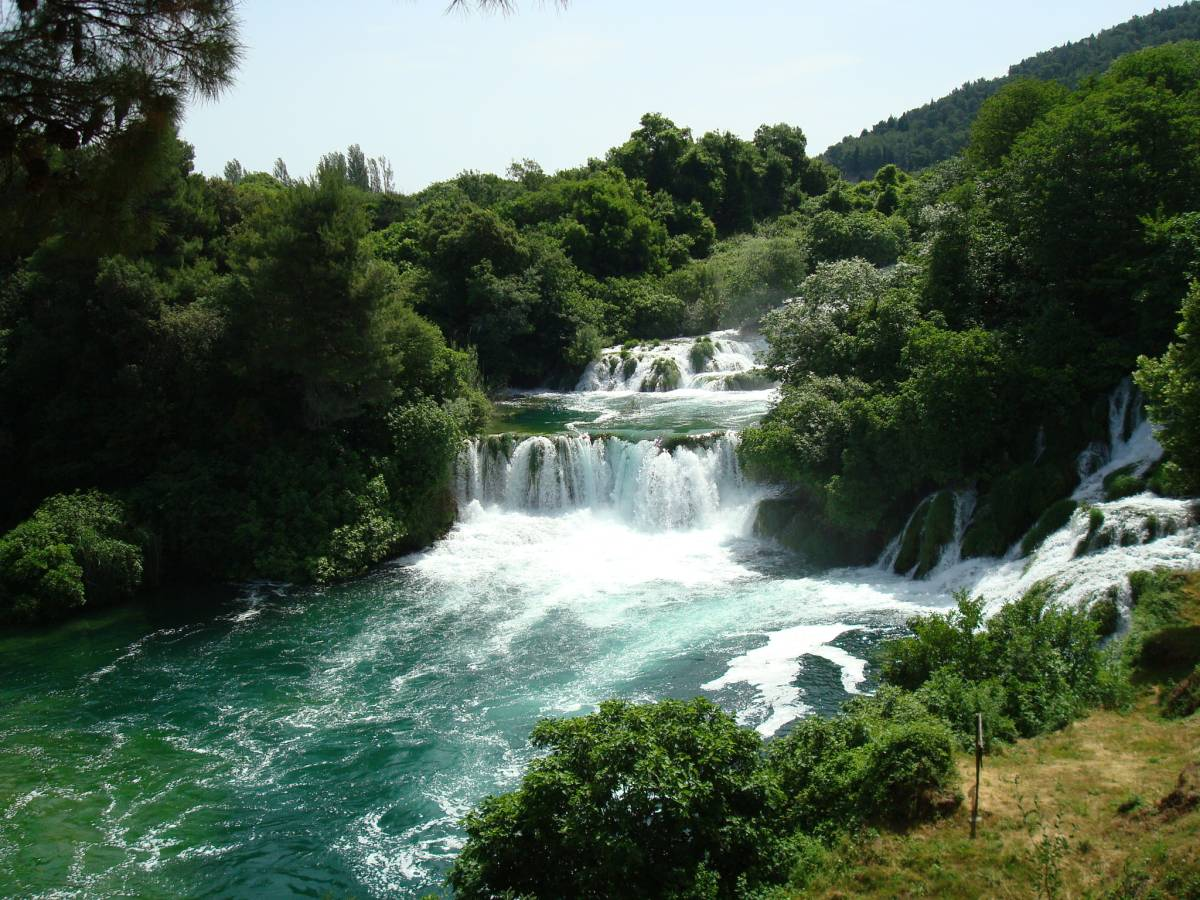
Série de chutes à Skradinski Buk
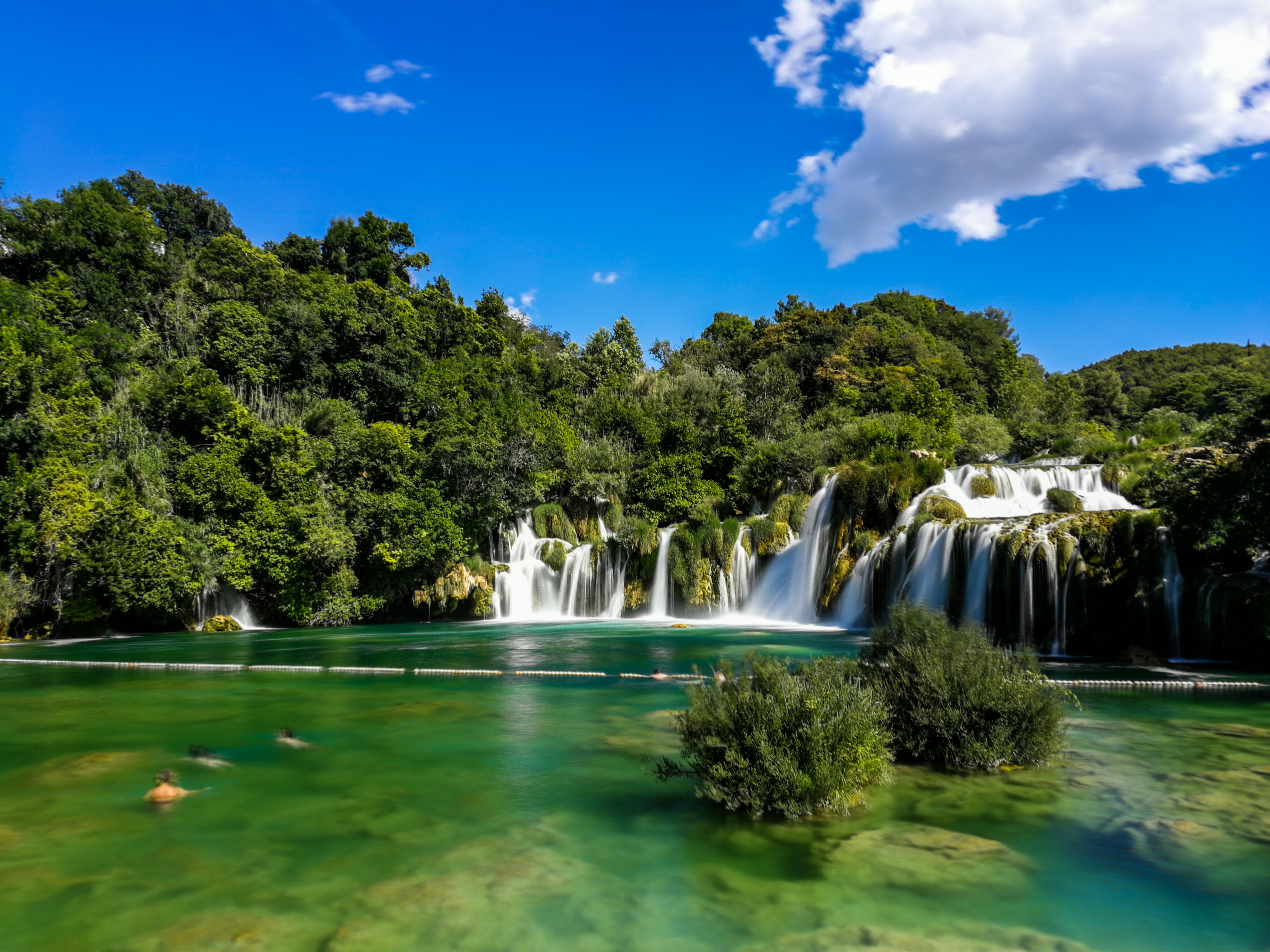
Cascade dans le parc.
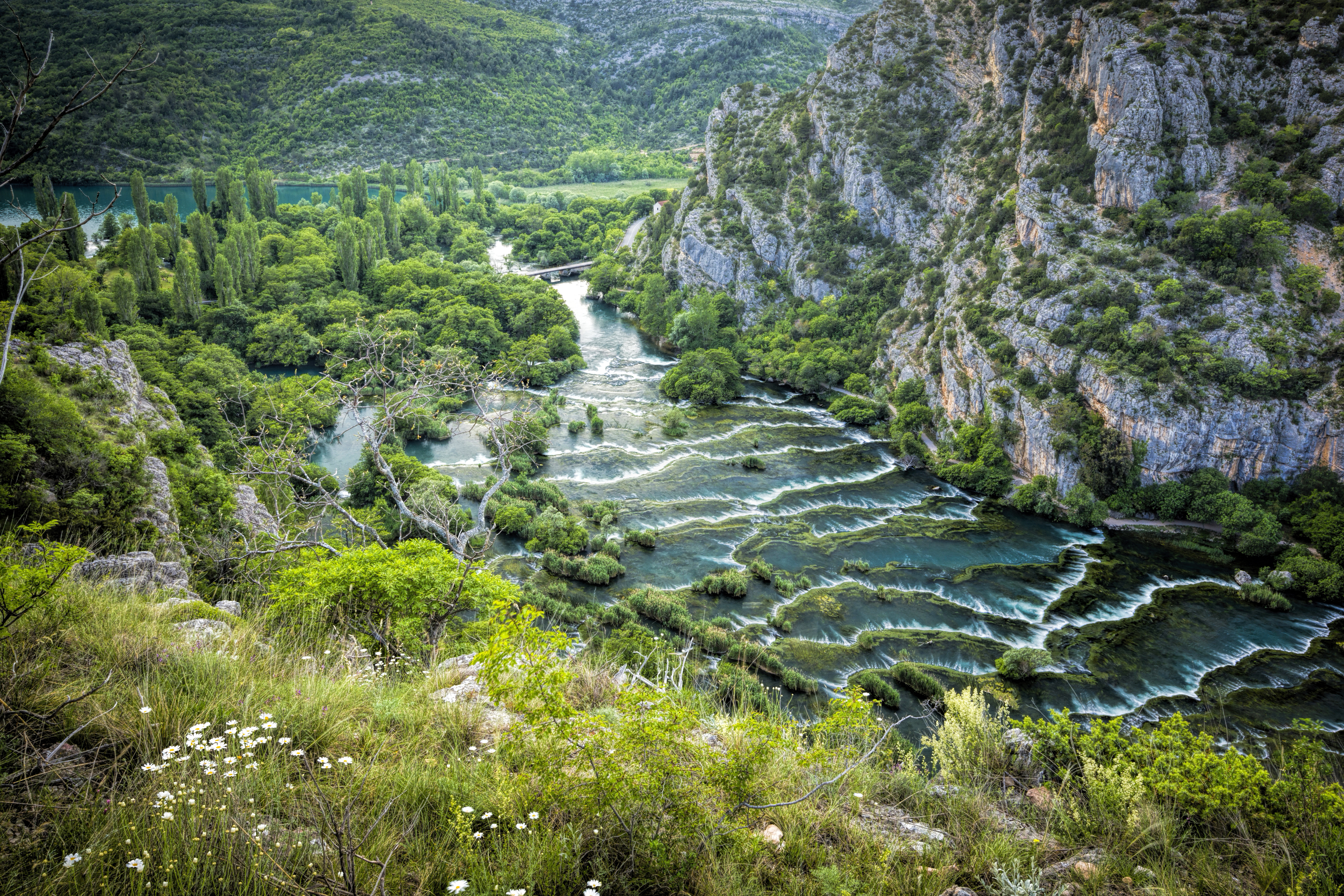
Cascades sur la Krka. Mai 2016.

## Flore et faune
Du fait de sa situation dans la région méditerranéenne et sub-méditerranéenne du sud de l’Europe, des différents types d’habitats, le parc national de la Krka se distingue par une flore et une faune exceptionnellement riche et diversifiée.
Dans la zone du parc plus de 860 espèces et sous-espèces de plantes ont été dénombrées, parmi lesquelles des plantes endémiques illyriennes-adriatiques. Les différents habitats ; chauds et secs ou humides et ombragés, offrent une grande variété de végétations propres aux canyons et aux cascades (cascade Roski et Skradin), qui poussent sur les barrières de travertin.
Les eaux limpides et claires accueillent 18 espèces de poissons dont 10 espèces endémiques (dont les plus visibles sont les truites qui se dorent au soleil, le long des rives). Les parties lacustres, les roseaux et les prairies immergées abritent une multitude de batraciens et d’oiseaux, alors que les taillis rabougris et les terrains pierreux hébergent une vingtaine d’espèces de reptiles.
Lors des migrations des oiseaux au printemps et automne, plus de 220 espèces profitent de la situation exceptionnelle du parc, ce qui le classe comme la région la plus remarquable d’Europe du point de vue ornithologique. À noter les 18 espèces de chauves-souris, dont la plupart de ces mammifères sont en voie de disparition en Europe.

### Faune
Les espèces de reptiles :
- Deux espèces de tortues : la Cistude d'Europe (Emys orbicularis) et la Tortue d'Hermann (Testudo hermanni).
- Neuf espèces de serpents : 
  - les couleuvres : la Couleuvre à collier (Natrix natrix), la Couleuvre tessellée (Natrix tessellata), la Couleuvre d'Esculape Elaphe longissima, la Couleuvre léopard (Zamenis situla), la Couleuvre de Montpellier (Malpolon monspessulanus), la famille des Colubridae (Platyceps najadum, Hierophis gemonensis et Telescopus fallax).
  - les vipères : la Vipère ammodyte (Vipera ammodytes).
- Six espèces de lézards : le lézard grimpeur Podarcis siculus, le lézard endémique de Dalmatie Podarcis melisellensis, le lézard vert des Balkans Lacerta trilineata, le serpent de verre Pseudopus apodus, le lézard endémique de Dalmatie Algyroides nigropunctatus et le lézard des rochers Dalmatolacerta oxycephala.

### Flore
- famille des campanules : Campanula lepida et Campanula pyramidalis
- famille des Asteraceaes : Inula verbascifolia, Tanacetum cinerariifolium ou Pyrèthre de Dalmatie.
- famille des Iris : Iris illyrica
- Plantes endémiques :
  - Euphorbia characias et Euphorbia fragifera, Euphorbes de la famille des Euphorbiacées
  - Viola adriatica de la famille des Violas ou violettes et pensées.
  - Carduus micropterus de la famille des Carduus ou Chardons
  - Centaurea spinosociliata, Centaurea de la famille des Gentianacées
  - Salvia bertolorei
  - Scilla litardierei ou scille des prés de la famille des Liliacées
  - Polygonum salicifolium ou Renouée à feuille de saule
- Carpinus betulus ou Charme commun.
- Melica uniflora, mélique de la famille des graminées
- Symphytum officinale ou Consoude officinale ou grande consoude.

## Barrage hydroélectrique

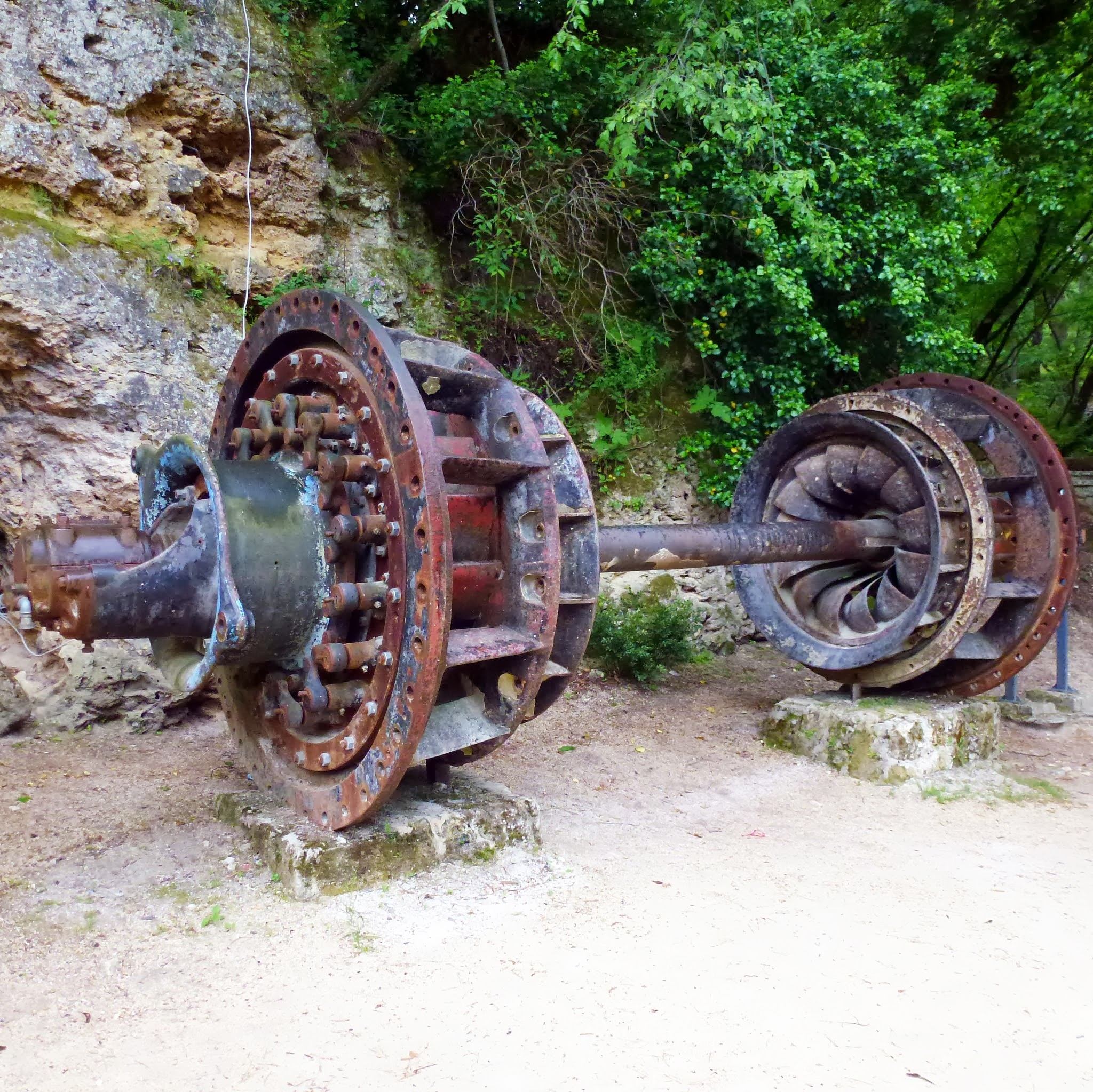
Ancienne turbine de la centrale hydroélectrique de la Krka.

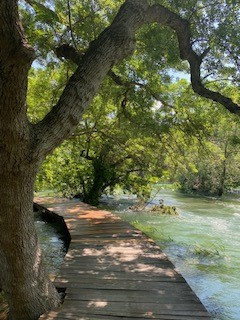
Photo du Parc National de Krka

Le barrage hydroélectrique de la Krka a été le premier barrage croate de production hydroélectrique en courant alternatif. Ses constructeurs et les investisseurs ont été Ante Supuk, maire de Sibenik, son fils Marko Supuk et pl. Vjekolslav Meichsner. Il a été mis en service le 28 août 1895, lorsque les lumières de la ville de Sibenik ont été mises en service à la suite de la construction du réseau basse tension de la ville.
C'était le deuxième barrage hydroélectrique de ce genre au monde. Le premier a été construit sur la rivière Niagara par l'Américain Forbes et ce barrage a été mis en service le 26 août 1895, deux jours seulement avant le barrage de la Krka, mais la ville de Buffalo ne reçu de l'électricité de ce barrage qu'au début de 1896 lorsque les lignes de transmission ont été achevées.
En 1895, le barrage hydroélectrique de la Krka générait 235 kW de puissance, tandis qu'un autre générateur a été ajouté en 1899, ce qui porta la puissance à 470 kW, avec un débit d'eau maximum de 3,2 m3/s. Le barrage hydro Krka a été opérationnel jusqu'à la Première Guerre mondiale.